# Just Blaze
Justin Smith (Paterson, Nueva Jersey; 14 de enero de 1978), más conocido como Just Blaze es un productor musical Hip-Hop estadounidense, que ha producido canciones para The Beastie Boys, Jay-Z, Usher, MF DOOM, Kanye West, Busta Rhymes, Jadakiss, Memphis Bleek, Beanie Sigel, The Game, DMX, T.I., Fat Joe, Rhymefest, Ghostface Killah, M.E.D., Fabolous, Jay Electronica,  Joe Budden y Eminem. Él también grabó varias pistas para el popular videojuego Tiger Woods PGA Tour 2004 y NBA Street Vol. 2, donde es uno de los personajes del videojuego.
Gran parte de las técnicas de Just Blaze, consisten en hacer rápidos cambios de muestras musicales. De este modo ha tomado influencias del productor RZA de Wu-Tang Clan. Just Blaze ha utilizado esta técnica con canciones como "December 4th" del The Black Album de Jay-Z (donde utilizó muestras de "That's How Long" de los Chi-Lites) y "Touch the Sky" del álbum Late Registration de Kanye West (donde utilizó muestras de "Move on Up" de Curtis Mayfield).

## Discografía
- Véase Discografía de Just Blaze

- Datos: Q956870
- Multimedia: Just Blaze / Q956870